# Yehuda Busquila
Yehuda Busquila (Tânger, 1 de junho de 1930 - São Paulo, 2 de maio de 2011) foi um rabino da Congregação Israelita Paulista desde julho de 1988 até sua morte. Ao lado do rabino Michel Schlesinger respondia pelas atividades religiosas que Henry Sobel desenvolvia antes de seu afastamento.  Busquila desempenhava também o trabalho de mashguíach, supervisionando a cashrut de vários alimentos produzidos em São Paulo e também em outros países.
Busquila graduou-se pela Universidade de São Paulo em Língua e Literatura Hebraica, desenvolvendo seu mestrado em História Antiga. Foi também o responsável direto pela edição do texto da coleção "Caminhos do Povo Judeu" (vols. I a IV), editada pela Federação Israelita do Estado de São Paulo.